# ムービンストラテジックキャリア
株式会社ムービンストラテジックキャリア（英: Movin' Strategic Career Co .,Ltd.）は、東京都港区に本社を置く人材紹介会社。

## 概要
ボストンコンサルティンググループでコンサルタントとして働いていた神川貴実彦が、前身となる日本初のコンサルティング業界に特化した有限会社ムービンを設立し、本格的に事業を展開。戦略系ファームを中心としたサービスから、会計・IT系、組織人事コンサルティングファームにもサービスを広げるため株式会社ムービンストラテジックキャリアへ組織変更した。

## 沿革
- 1997年 有限会社ムービン設立
- 1999年 品川区五反田に事務所を開設
- 2000年 人材紹介専業の株式会社ムービンストラテジックキャリアへ組織変更
- 2001年 港区西新橋に本社を移転
- 2009年 中央区銀座に本社を移転
- 2016年 港区西新橋に本社を移転
- 2022年 港区赤坂に本社を移転

## 書籍
- コンサルティングの基本ベストプラクティス集 日本実業出版社 2013年
- コンサルティングの基本 日本実業出版社 2008年
- 2000万円の転職術 プレジデント社 2008年